# ダドリーの大冒険
『ダドリーの大冒険』（原題：Dudley Do-Right）は、1999年のアメリカ合衆国のコメディ映画。アメリカ合衆国のアニメーション作品『騎馬警官ダドリー・ドゥーライト』を原作にしている。監督・脚本はヒュー・ウィルソン、主演はブレンダン・フレイザー。
日本では劇場公開されずビデオスルーされた。

## ストーリー
カナダの小さな町。そこの騎馬警官ダドリー・ドゥーライトは正義感にあふれるがドジで失敗ばかりしていた。そんなある日、ダドリーの幼い頃からの宿敵悪党スナイドリーが手下を連れて町に帰ってくる。そしてスナイドリーは町から住民を追い出し、嘘のゴールドラッシュをでっち上げて金儲けを始めるのだった。このスナイドリーの不正をダドリーは暴こうとするも、逆に騎馬警官をクビになってしまう。しかも、ダドリーが心を寄せる幼馴染のネルまでもがスナイドリーの元へと去ってしまい、ダドリーは失意に暮れるのだった。そんなダドリーをキムという風変わりな探鉱掘りが助ける。キムから特訓を受けたダドリーは、スナイドリーから町とネルを取り戻すため再び立ち上がるのだった。

## キャスト
※括弧内は日本語吹替
- ダドリー・ドゥーライト - ブレンダン・フレイザー（森川智之）
- ネル・フェンウィック - サラ・ジェシカ・パーカー（小林優子）
- スナイドリー・ホイップラッシュ - アルフレッド・モリーナ（佐々木梅治）
- 探鉱者キム・J・ダーリン - エリック・アイドル（仲野裕）
- フェンウィック警部 - ロバート・プロスキー（峰恵研）
- チーフ - アレックス・ロッコ（稲葉実）
- ホーマー[脚注 1] - ジャック・ケーラー（辻親八）
- ナレーター - コーリー・バートン（田原アルノ）